# Jason O'Mara
Jason O'Mara (Sandycove, 6 agosto 1972) è un attore irlandese naturalizzato statunitense nel 2009.

## Biografia
Formatosi a Dublino e Londra, ha lavorato nella Royal Shakespeare Company partecipando, tra gli altri, al dramma L'ebreo di Malta (The Jew of Malta) di Christopher Marlowe e a Popcorn di Ben Elton. È stato nominato come miglior attore non protagonista nel 2002 all'Irish Theatre Awards, per l'interpretazione di John in Bash di Neil LaBute.
Interpreta Jim Shannon nella serie tv Terra Nova nel 2011. 
E interpreta il ruolo di direttore dello shield nella serie tv Agents of S.H.I.E.L.D. nella 4 stagione della famosissima serie tv targata Marvel.
Caratterista televisivo di lungo corso, è stato sposato con l'attrice Paige Turco dal 2003 al 2017, ed ha partecipato a molte serie tv, raggiungendo la notorietà nei ruoli principali ottenuti in In Justice (2006) e soprattutto in Life on Mars (2008), dove veste i panni del detective Sam Tyler.

## Filmografia parziale

### Attore

#### Cinema
- Resident Evil: Extinction, regia di Russell Mulcahy (2007)
- One for the Money, regia di Julie Anne Robinson (2012)
- In a World... - Ascolta la mia voce (In a World...), regia di Lake Bell (2013)
- La battaglia di Jadotville (The Siege of Jadotville), regia di Richie Smyth (2016)
- Wakefield - Nascosto nell'ombra (Wakefield), regia di Robin Swicord (2016)
- Hypnotic, regia di Matt Angel e Suzanne Coote (2021)

#### Televisione
- Band of Brothers - Fratelli al fronte (Band of Brothers) – miniserie TV, 2 puntate (2001)
- Eastwick, regia di Michael M. Robin – film TV (2002)
- The Agency – serie TV, 22 episodi (2002-2003)
- The Closer – serie TV, episodi 1x12-4x01 (2005-2008)
- In Justice – serie TV, 13 episodi (2005-2006)
- Criminal Minds – serie TV, episodio 2x09 (2006)
- Men in Trees - Segnali d'amore – serie TV, 5 episodi (2006-2008)
- Life on Mars – serie TV, 17 episodi (2008-2009)
- Grey's Anatomy – serie TV, episodi 4x12-4x13 (2008)
- Terra Nova – serie TV, 13 episodi (2011)
- Vegas – serie TV, 21 episodi (2012-2013)
- The Good Wife – serie TV, 4 episodi (2013-2014)
- Sons of Liberty - Ribelli per la libertà – miniserie TV, 3 episodi (2015)
- Complications - serie TV, 10 episodi (2015)
- Agents of S.H.I.E.L.D. – serie TV (2016)
- L'uomo nell'alto castello (The Man in the High Castle) – serie TV, 20 episodi (2018-2019)
- Departure - serie TV, 5 episodi (2020)

#### Web
- Agents of S.H.I.E.L.D.: Slingshot – serie web (2016)

### Doppiatore
- The Death of Superman, regia di Jake Castorena e Sam Liu (2018)
- Batman: Hush - regia di Justin Copeland (2019)
- Blood of Zeus – serie animata, 8 episodi (2020)

## Doppiatori italiani
Nelle versioni in italiano delle opere in cui ha recitato, Jason O'Mara è stato doppiato da:
- Francesco Prando in Life on Mars, Terra Nova, Vegas, One for the Money, Fire Country
- Massimo Rossi in Resident Evil - Extinction, Sons of Liberty - Ribelli per la libertà
- Vittorio Guerrieri in In Justice, The Closer
- Alberto Bognanni in The Good Wife, Departure
- Tony Sansone in The Agency
- Davide Marzi in CSI: Miami
- Angelo Maggi in Grey's Anatomy
- Massimo De Ambrosis in Agents of S.H.I.E.L.D.
- Riccardo Scarafoni in L'uomo nell'alto castello
- Stefano Valli in Wakefield - Nascosto nell'ombra
- Domenico Strati in Departure (solo ep.2x01)

Da doppiatore è stato sostituito da:
- Marco Balzarotti in Batman: Hush
- Ambrogio Colombo e Stefano Alessandroni in Blood of Zeus